# Alice (Champagne)
Alice de Champagne (auch Alix genannt; * 1196; † 1246) war die zweite Tochter der Königin Isabella I. von Jerusalem († 1205) und des Grafen Heinrich II. von Champagne († 1197) aus dem Haus Blois.

## Biographie
Die Legitimität von Alice wie auch die ihrer Schwester Philippa war zeitweise umstritten, da der erste Ehemann ihrer Mutter Humfried IV. von Toron die erzwungene Scheidung 1190 nie anerkannt hatte. Ihre Mutter heiratete 1198 in vierter Ehe König Amalrich I. von Zypern (als Amalrich II., König von Jerusalem) aus dem Haus Lusignan. Nachdem ihre Mutter 1205 verstorben war, wurde Alices ältere Halbschwester Maria von Montferrat neue Königin von Jerusalem.
Alice wurde um das Jahr 1208 mit ihrem Stiefbruder König Hugo I. von Zypern verheiratet, mit dem sie drei Kinder hatte:
- Maria (* vor 1215; † 5. Juli 1251/53), ⚭ 1233 Graf Walter IV. von Brienne (* 1205; † 1246), Graf von Jaffa und Askalon;
- Isabella (* vor 1216; † 1246), ⚭ 1233 Heinrich von Antiochia;
- Heinrich I. (* 3. März 1217; † 18. Januar 1254 in Nikosia), König von Zypern.

Nach dem Tod ihres Mannes 1218 übernahm Alice die Regentschaft für ihren unmündigen Sohn Heinrich, stand dabei aber im Schatten ihres Onkels Philipp von Ibelin, der als Bailli von Zypern amtierte. Im Konflikt mit ihm zog sie sich 1223 nach Tripolis zurück wo sie um 1225 den späteren Fürsten von Antiochia, Bohemund V., heiratete. Sie bot danach Amalrich Barlais, einem Feind der Ibelins, die Regentschaft für Zypern an, doch konnte der sich ebenfalls nicht durchsetzen. Nach dem Tod Philipps von Ibelin 1227 wurde dessen Bruder Johann „der alte Herr“ von den Baronen zum neuen Regenten ernannt, zugleich trennte sich Alice von Bohemund. Sie zog 1229 nach Akkon, um dort einen Anspruch auf die Krone Jerusalems geltend zu machen, der aber vom hohen Gericht zugunsten des Staufers Konrads II. abgelehnt wurde. Konrads Vater und Regent, Kaiser Friedrich II., erreichte im selben Jahr auf diplomatischen Weg die Übergabe der Stadt Jerusalem an die Christen.
1233 reiste Alice in das Land ihrer Vorfahren und erhob dort gegen ihren Vetter Graf Theobald IV. von Champagne, als älteste Tochter dessen Onkels, einen Anspruch auf die Champagne. Bereits ihre jüngere Schwester Philippa hatte dies versucht, gab aber 1222 nach hartem Kampf auf. Alice führte die Ansprüche hartnäckig weiter, womit sie in Frankreich jener Zeit für zusätzliche Spannung gesorgt hatte. Bereits 1227 versuchte sie sich mit dem rebellischen Baron Peter Mauclerc zu verheiraten, einem Feind Theobalds, wurde aber vom Einspruch der Kirche daran gehindert. Letztlich konnte sich Alice auch nicht durchsetzen, erreichte aber 1234 von ihrem Vetter einen Aufkauf ihrer Ansprüche für eine einmalige Summe von 40.000 und einer jährlichen Rente von 2.000 Livre.
Wieder im heiligen Land heiratete Alice 1241 Raoul von Soissons, einen Kreuzritter und Trouvère, der während des Kreuzzuges der Barone (1239–1241) nach Palästina kam. Mit ihm wurde sie 1242 nach dem Sturz der kaiserlichen Statthalter (Lombardenkrieg) mit der Regentschaft über das Königreich Jerusalem (in Akkon) betraut, da der mündig gewordene König Konrad II. selber nicht im Königreich erschien. Zusammen mit den Ibelins eroberte sie Tyros von den Filangieri, das sie anschließend an Philipp von Montfort vergaben. Raoul trennte sich 1244 von Alice und kehrte in seine Heimat zurück, im selben Jahr wurde Jerusalem von einer Choresmierhorde überrannt und an Sultan as-Salih übergeben. Alice blieb bis zu ihrem Tod Regentin und wurde in diesem Amt von ihrem Sohn König Heinrich I. von Zypern beerbt.